# 젊은 형부
"젊은 형부"는 2016년에 개봉한 대한민국의 영화이다.

## 캐스팅
- 박주빈 : 미연 역
- 주예빈 : 시연 역
- 위지웅 : 태민 역
- 최채일 : 민혁 역